# Marfisa
Marfisa est une héroïne des épopées « Roland furieux » et « Roland Amoureux ». Élevée par un magicien africain, elle devient reine des Indes et lève une armée pour secourir Angélique, assiégée dans sa ville d'Albraque, en Chine. Lorsqu'elle découvre qu'elle est issue d'une famille chrétienne, Marfisa rejoint la cour de l'empereur Charlemagne et se fait baptiser. Elle tombe amoureuse du chevalier Roger, qui s'avère finalement être son frère.

## Source
- (en) Margaret Drabble, The Oxford Companion to English Literature, Oxford/New York, Oxford University Press, 1985, 1172 p. (ISBN 0-19-866244-0), p. 618